# GX Velorum
GX Velorum eller HD 79186, är en ensam stjärna belägen i den mellersta delen av stjärnbilden Seglet. Den har en genomsnittlig skenbar magnitud av ca 4,99 och är svagt synlig för blotta ögat där ljusföroreningar ej förekommer. Baserat på parallax enligt Gaia Data Release 2 på ca 0,77 mas, beräknas den befinna sig på ett avstånd på ca 4 200 ljusår (1 300 parsek) från solen. Den rör sig bort från solen med en heliocentrisk radialhastighet på ca 28 km/s. Stjärnan kan ingå i Vela OB1, en förening av stjärnor med gemensam egenrörelse genom rymden.

## Egenskaper
GX Velorum är en vit till blå superjättestjärna av spektralklass B5 Ia. Den har en massa som är ca 35 solmassor, en radie på ca 61 solradier och utsänder från dess fotosfär energi motsvarande 214 000 gånger solen vid en effektiv temperatur av ca 15 000 K.

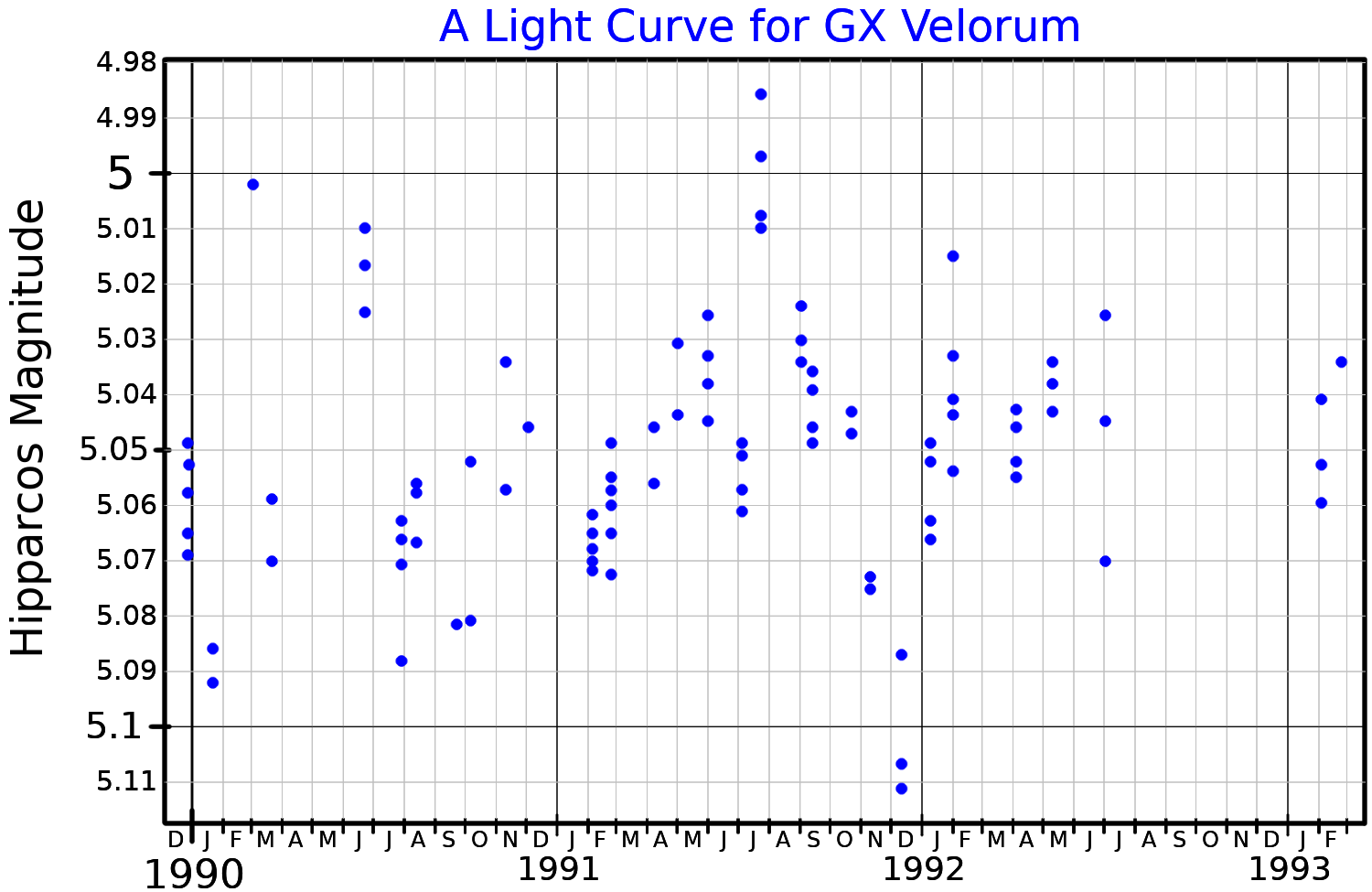
Ljuskurva för GX Velorum, anpassad från Hipparcos-data.

GX Velorum misstänks vara en pulserande variabel av Alfa Cygni-typ och varierar i ljusstyrka från 4,97 ner till 5,04 magnitud. Den förlorar massa med en hastighet av (0,40 ± 0,02)×10−6 solmassa per år, eller en solmassa på 2,5 miljoner år.